# 노동자 투쟁
노동자 투쟁(프랑스어: Lutte Ouvrière, 勞動者 鬪爭, 약칭 LO)은 프랑스 내 트로츠키주의자들의 정당인 공산주의자 연합(Union Communiste)의 통칭으로 알려져 있다. 사실, 노동자 투쟁이란 이름은 공산주의자 연합에서 발간하는 주간지의 이름이다. 아를레트 라귀에가 1973년부터 대변인직을 맡아오고 있으며, 최근의 대선에는 후보로 출마하기도 하였다. 그러나 실질적으로 당을 이끄는 사람은 창립자인 로베르트 바르시아로 알려져 있다. 노동자 투쟁은 국제주의 공산주의 동맹에 소속되어 있다. 이 당은 현장에서의 운동을 중시하며 다른 좌파 그룹에 비해 노동 외 부문의 투쟁에 대해서는 소극적이다. 그러나 최근에는 대안세계화와 같은 현상에 대해서도 매우 소극적이지만 비판의 목소리를 내고 있다.

## 역사

### 창당부터 5월 혁명까지
노동자 투쟁의 전신은 1939년에 다비드 코너(일명 '바르타')에 의해 세워진 트로츠키주의 소(小) 그룹이다. 이 그룹은 세계 제2차 대전 기간 동안 현장조직을 강화하였으며, 1947년의 르노 파업투쟁 당시에는 아나르코 생디칼리스트들과 함께 노동자들을 조직하기도 하였다. 그러나 르노자동차 총파업 투쟁은 실패하였고, 이로 말미암아 바르타의 그룹도 1952년 해산된다.
이후 트로츠키 그룹을 재건하려는 시도 끝에, 로베르트 바르시아(일명 '하디')와 르노자동차 내부에서 노동조합을 이끌던 피에르 브와에 의해 노동자의 목소리 그룹이 건설된다. 애초 이 그룹은 바르타를 끌어들이려는 시도도 하였으나, 그와의 논쟁 끝에 하디와 브와는 바르타의 영입에 실패한다.
노동자의 목소리는 1960년대 내내 거의 매주 발간되어, 전국의 공장 게시판에 안정적으로 내걸렸다. 이 부분은, 왜 노동자의 목소리가 반공개적 조직형태를 가지고 현재까지 이어지고 있는지를 설명하고 있다.
노동자의 목소리는 1968년 5월 혁명에 의해 모든 극좌파 조직들이 정부의 탄압에 의해 와해되면서 함께 정간되었다. 그러나 이들은 굴복하지 않고 신문의 명의를 노동자 투쟁으로 바꾸어 재창간하였다.

### 1970년대부터 현재까지
노동자 투쟁에게 현재진행형인 논쟁점 중 하나는 프랑스 내 또다른 트로츠키주의 정당이며 제4인터내셔널의 프랑스지회인 혁명적 공산주의자 동맹 {LCR, '반자본주의신당 (NPA)'
의 전신}과의 관계설정 문제다. 1970년에 노동자 투쟁은 당시에는 'LC'라 불렸던 '혁명적 공산주의자 동맹'과의 통합논의를 시작하였다. 확대 논의 끝에, 두 단체는 통합을 위한 기초적 사안에 합의하였으나 완전한 통합은 이루지 않았다. 1976년에는 이 둘 간의 통합논의에 또다시 진전이 있었다. 두 단체는 공동으로 주간지 작업을 하기 시작하였고, 이를 기점으로 정치캠페인에서도 공동 전선을 펴나가기 시작한 것은 물론 이후에는 몇몇 선거에서 선거연합을 펼치기도 하였다.
노동자 투쟁은 혁명적 공산주의 동맹과 공동 전선을 펴나가는 것은 물론 독자적인 홀로서기에도 많은 공을 들여왔다. 결론적으로, 혁명적 공산주의자 동맹과의 이러한 작업을 통해 아를레트 라귀에는 수년동안 노동자 투쟁의 대선 후보로서 대중에게 잘 알려지게 되었다. 대중에게 잘 알려진 노동자 투쟁의 또다른 활동으로는 1981년에 시작된 이래 매년 지속적으로 열리고 있는 포도밭 축제이다. 이 축제는 현재까지 유럽의 혁명적 좌파들이 가장 많은 대중들을 동원한 사례로 손꼽히고 있다.
1970년대 초반에 노동자 투쟁의 내부에서는 두 가지의 이탈 신호가 나타났다. 첫 번째는 1974년에 보르도를 중심으로 일부 세력이 '노동자 연합'(l'Union Ouvrière)을 조직하여 이탈하였으나, 곧 해산되었다. 1년쯤 후에 '노동자 연합'과 결합할 것으로 예상되는 또다른 세력이 이탈하였으나, 그들 역시 얼마 가지 못하였다. 이들 새 그룹인 '공산주의 투쟁'(Combat Communiste)은 국제주의적 사회주의 경향의 한 분파인 사회주의 인터내셔널로 서서히 변화하였다.
최근에는 아를레트 라귀예가 1990년대에 들어 치러진 선거에서 좋은 득표율을 보이고, 이것이 새로운 노동 정당의 가능성을 예견하면서 또다른 분파 가능성을 보이고 있다. 이러한 상황은 당의 철칙 중 하나인 '신원 보증 입당'과 관련한 논쟁과 함께 100여 명 이상의 '노동자의 목소리'라는 새로운 그룹의 결성에서도 드러난다. (결국 이 '노동자의 목소리' 그룹은 노동자 투쟁으로부터 추방되지만 최근에 '의미있는 정파'로서 LCR과 통합 논의가 있기도 하였다.)
노동자 투쟁은 2004년, 종교적 상징물로 간주되는 의류와 장식품 등을 공립학교에서 착용 금지하는 법안의 상정에 참여한다. 이 법안은 히잡을 "여성이 남편이나 남자 형제들에게 종속되어 있음을 보여주는 상징물"이라 여기고 있다. 노동자 투쟁인 기존까지 법을 일종의 위선이라 생각하는 경향을 가지고 있었으나, 이 법안이 "그들의 가족이나 사회적 환경이 강요하는 성차별으로부터 탈피하고자 하는 여성들을 도울 수 있을 것"이라면서 적극 지지하기도 했다.
2007년 4월부터 5월까지 치러진 대선 제1차투표에서 아를레트 라귀에가 저조한 성적(라귀에는 2002년의 대선에서는 5.72%를 득표하였으나, 이 선거에서는 겨우 1.33% 밖에 득표하지 못했다.)을 보임에 따라, 노동자 투쟁은 140만 유로의 빚을 지게 된다. 당직자인 미셸 로댕송에 따르면, 선거운동에만 총 2백만 유로(그 중 80만 유로는 국고 지원)가 사용되었다고 한다.
2008년의 지방 선거에서, 노동자 투쟁은 다른 극좌 정치세력들과 규합하던 전통을 깨고 몇 군데의 선거구에서 사회당과 연대하는 전술을 택한다. 당내의 소수 정파들이 당 지도부가 지원하는 후보에 대한 지지를 거절하여 전당대회를 통해 당에서 추방당하는 일도 발생한다. 이 정파는 이후 LCR과 다른 정치세력들이 모여 창당한 반자본주의신당 (Nouveau parti anticapitaliste, 약칭 NPA)에 참가하게 되는데, 이들이 위에서 말한 '노동자의 목소리'다.
이러한 일로 인해 1999년과 2004년에 혁명적 공산주의자 동맹과 유럽 의회 선거에 공동 후보를 내놓았던 노동자 투쟁은, 2009년에 치러진 선거에서는 독자 후보를 내놓았지만 단 한 명도 당선시키지 못했다.

## 당 조직

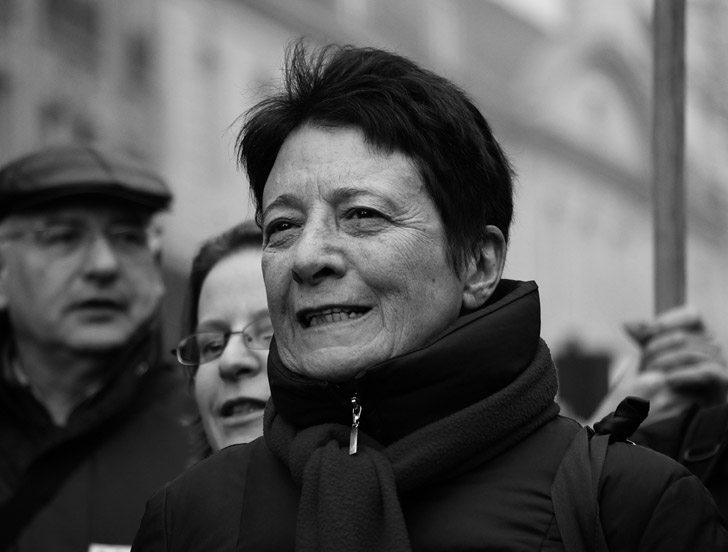
아를레트 라귀에

오랫동안 당의 내부 조직은 베일에 싸여 있으며, 오직 대변인 겸 대선 후보로 잘 알려진 아를레트 라기예르만이 대중에게 알려졌을 뿐이다. 당 조직 역시 알려져 있지 않다. 홈페이지는 있지만, 그곳 어디에도 중앙당의 위치나 전화번호 등은 적혀있지 않으며 오직 사서함 번호만 적혀있다. 또한 여타 정당들과 다르게 점조직의 형태로 지역 및 현장 곳곳에 산재한 기초 조직들이 사안을 자체적으로 결정하고, 이를 정기적으로 열리는 당대회에 회부하여 결정하는 상향식 의사전달체계를 가지고 있다. 당원 가입 절차 역시 복잡한데, 당원이 되기 위해서는 두 사람 이상의 당원 보증과 승인을 얻어야 한다. 한편 당원들은 거의 대부분 별명으로 통칭된다. 이러한 비밀주의적 수단들은 당이 그들을 억압하는 정부로부터 적절하게 존재를 노출시키지 않도록 하고 있다. 같은 이유로 당원들의 결혼이나 출산은 금지하는 등의 '철의 규율'을 가지고 있는데, 이를 위반할 경우 당에서 출당되는 것으로 알려져 있다.
이런 이유로 2002년의 대선 기간 동안에는 정적들과 상대 세력들에 의해 '정치적인 비밀조직'이란 비판을 듣기도 하였으나, 이러한 노동자 투쟁의 엄격한 규율체계는 프랑스 트로츠키즘 정당에게 영향을 주었다고 평가된다.

## 같이 보기
- 국제노동자협회 (1864년)
- 아를레트 라기예르

## 참고 문헌
- 최광은, '원칙과 현장의 결합으로 승부를 걸다 - 21세기에 빛을 발한 트로츠키주의 반공개 정당', 피플타임스 정기연재글